# Авл Дідій Галл Фабрицій Вейєнтон
Авл Дідій Галл Фабрицій Вейєнтон (лат. Aulus Didius Gallus Fabricius Veiento; ? — після 98) — державний, військовий діяч Римської імперії, триразовий консул-суффект 77, 80 і 83 років, письменник.

## Життєпис
Походив з роду Дідіїв. Син або внук Авла Дідія Галла. Замолоду був усиновлений сенатором Фабрицієм Вейєнтоном. 
Приблизно у 60 або 61 році обіймав посаду претора. У 62 році відправлений у вигнання імператором Нероном. У 69 році  імператор Веспасіан повернув його до Риму і призначив сенатором. Згодом увійшов до колегій квіндецемвірів та Августалів.
У 77, 80 та 83 роках ставав консулом-суфектом. За правління імператора Доміціана відомий як донощик. У 83 році узяв участь у вдалому поході проти германського племені хаттів. У 89 році був учасником придушення заколоту Луція Антонія Сатурніна. За імператора Нерви зберіг впливове положення у сенаті та як імператорський радник. Про подальшу долю немає відомостей.

## Творчість
Був автором твору «Кодіцили» (або збірка заповітів), де висміював жерців та конкретних сенаторів. За це у 62 році засуджений до вигнання, а усі примірники книги було наказано спалити. Про її текст відомий лише від інших авторів, зокрема Тацита та Плінія Молодшого.